# Юрино (Сарапульський район)
Ю́рино (рос. Юрино) — присілок в Сарапульському районі Удмуртії, Росія.
Урбаноніми:
- вулиці — Жовтнева, Зелена, Комунальна, Молодіжна, Польова, Радянська, Селищна, Уральська

## Населення
Населення становить 484 особи (2010, 502 у 2002).
Національний склад (2002):
- росіяни — 94 %